# Carcelia perplexa
Carcelia perplexa är en tvåvingeart som beskrevs av Sellers 1943. Carcelia perplexa ingår i släktet Carcelia och familjen parasitflugor. Inga underarter finns listade i Catalogue of Life.